# 沈黙の戦艦

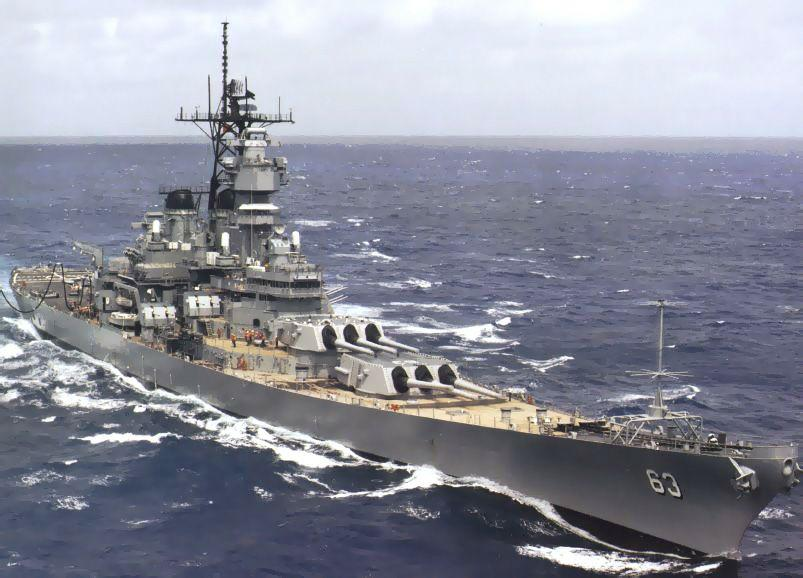
本作の舞台となるアイオワ級戦艦「ミズーリ」。艦上シーンの撮影には退役後アラバマ州で記念艦として係留保存されているサウスダコタ級戦艦「アラバマ」の外見を「ミズーリ」風に改装したものが使用されている。

『沈黙の戦艦』（ちんもくのせんかん、英: Under Siege）は、1992年に公開されたアメリカ映画。核弾頭ミサイルを狙ってテロリストに乗っ取られたアメリカ海軍の戦艦を、元海軍特殊部隊の指揮官であったケイシー・ライバックが奪還を目指すアクション映画。監督はアンドリュー・デイヴィス。主人公のケーシー・ライバックをスティーヴン・セガール、テロリストたちのリーダーをトミー・リー・ジョーンズが演じた。第65回アカデミー賞で2部門にノミネートされた。
セガールが主人公を演じる「沈黙シリーズ」の第1作にあたるが、これは日本独自のものであり、タイトルに「沈黙」と付いていても本作とは関係がない。本作の正当な続編は『暴走特急』である。

## あらすじ
退役が発表されたアメリカ海軍のアイオワ級戦艦「ミズーリ」は、ハワイでの記念式典を経て、サンフランシスコに向かって最後の航海を始めた。艦のコック長を務めるケイシー・ライバック上等兵曹は敬愛する艦長のJ・T・アダムス大佐の誕生日を祝うため、食事の準備を行っていたが、もとより仲の悪い副長のピーター・クリル中佐の命令に背いたため、彼の勘気に触れ乱闘騒ぎを起こす。コックにしては強いライバックに勝てないクリルは上官権限で処分しようとするが、営倉処分には艦長の許可が必要なため、彼をキッチンの保冷倉庫に閉じ込める。
クリルは艦長に対するサプライズ・パーティーを企画しており、ロックバンドやケータリング業者、プレイメイトなどを独断で乗船させる。ところがロックバンドやケータリング業者の正体は、元CIA工作員のウィリアム・ストラニクス率いるテロリスト集団であり、クリルもその仲間だった。一味はアダムス艦長を殺害したうえ、乗組員たちを船倉や船室に監禁し、ミズーリを乗っ取ってしまう。さらに確認のため飛来した戦闘攻撃機を対空砲で撃墜する。その狙いは艦に搭載されているトマホーク巡航ミサイルを奪い、ブラックマーケットに転売することであった。しかもトマホークの一部は核弾頭を装備していた。
倉庫に閉じ込められたがゆえに難を逃れたライバックだったが、その素性は海軍特殊部隊「ネイビー・シールズ」対テロ部隊の元指揮官（海軍大尉）であった。彼はパナマ侵攻時に情報の行き違いから部下を多数死傷させ、当時の情報将校を殴打して降格処分になったところを、不憫に思ったアダムスの計らいで、前歴を伏せたまま艦の烹炊所に配置されていたのだった。不穏な事態に勘づいたライバックはクリルの命令で自分を殺しにやってきたテロリストを、その場のものを使って効果的に返り討ちにする。やがて不審に思ったクリルは艦長室の資料からライバックの来歴を知り驚く。
状況把握を始めたライバックは、何も知らずに巻き込まれたプレイメイトのジョーダン・テートや、船室に閉じ込められた同僚を発見し、共に艦の奪回に向けて動き出した。一方、ストラニクスは攪乱のため、国防総省に戦艦を乗っ取ったことを通告する。これを受けて海軍のベイツ提督らは対応を迫られ、衛星電話経由で連絡がついたライバックに現場指揮の全権を与え、援軍として海軍特殊部隊と武装ヘリを派遣する。ライバックたちは兵器管制システムの電源を断つが、接近してきた援軍はテロリスト集団の潜水艦から携帯式地対空ミサイルで撃墜される。ベイツ提督は最終手段として人質の乗組員もろともミズーリを撃沈することを決断する。
ストラニクス一味は過去の秘密作戦で北朝鮮から奪った潜水艦にミサイルを積み込み始める。一方、ライバックを仕留められず業を煮やしたクリルは船倉に注水して乗員たちに溺死の危険を与えることで、彼を誘い出そうとする。しかし、ライバックに出し抜かれたうえ、ミサイルの積み込みが終わってその場を離れようとした潜水艦もライバックの仲間たちに砲撃されて撃沈され、潜水艦内にいたクリルも死亡する。
潜水艦が撃沈され自暴自棄となったストラニクスはホノルルに向けて核弾頭を装備したトマホークミサイル2発を発射する。迎撃機が破壊できたのは1発だけで、残る1発を阻止するためライバックはCICに乗り込み、ストラニクスとナイフと徒手格闘による一騎討ちを展開。ストラニクスはまったく歯が立たないまま返り討ちにされ、勝利したライバックはトマホークに指令信号を送って空中で自爆させ危機を阻止する。ミズーリへの爆撃作戦は中止され、船倉に閉じ込められ水攻めを受けていた乗員たちも救い出される。
そして後日、サンフランシスコに到着したミズーリ艦上ではアダムス艦長の葬儀が営まれ、ライバックたちミズーリ乗員一同とテートが艦長に別離の敬礼を贈る場面で物語は終わる。

## 登場人物

### 主人公
ケイシー・ライバック（Casey Ryback）
主人公。上等兵曹(E-7)で、階級にちなんでチーフとも呼ばれている。ミズーリのコック長で、アダムス艦長の専属コックも務める。料理人としての腕前は高く、気さくな性格から、同僚からも慕われている。反面で軍隊内の上下関係や堅苦しい規則には無頓着。普段は着崩した服装で過ごしているが、アダムス艦長の葬儀では正規の制服を身に着けた。
現職の印象に反して、元の階級は海軍大尉(O-3)、元ネイビー・シールズの対テロ部隊指揮官という経歴を持つ。海軍十字章2回、銀星章2回、名誉負傷章4回、Vデバイス付青銅星章3回、Vデバイス付海軍表彰章2回、戦闘行動賞、国土防衛従軍章3回など多数の勲章を授与され、軍高官のガーザ大佐にも知られるほどの存在であったが、パナマ侵攻作戦において多数の部下を死なせ、その原因となった情報将校を殴りつけたことで降格処分を受け、それを不憫に思ったアダムスに拾われたという来歴を持つ。
火器を使った戦闘はもちろん、ナイフや徒手による格闘技においても無類の強さをもつ。さらには工作技能、洞察力、判断力にも優れており、現場対応能力も高く、食材や日用品・砲弾の炸薬を応用して即席の仕掛け爆弾を作ったりする。

### テロリスト
ウィリアム・ストラニクス（William Strannix）
テロリスト集団のボス。元CIA工作員で、上層部に所属していた。
その残忍さ、狂気的な性格を危惧され、CIA内部で粛清されかけた人物。これによって完全に叛意し、アメリカ政府への恨みを持つ。
ただし残忍なだけの人物ではなく、頭の回転が早く非常に高い能力を持ち、ライバックからの度重なる妨害にも冷静に対応する。しかし、追い込まれると自暴自棄になったり、無意味な行動に出るところも目立つ。
仲間に引き入れたクリルの手引きでロック・ミュージシャンとしてミズーリに乗り込み、パーティ会場で正体を現して瞬く間に艦内を制圧する。その後、アメリカ政府に脅しをかけるが、それすらもブラフで、真の狙いはトマホークミサイルを盗み出し、ブラックマーケットに売ることであった。また、ライバックには遠く及ばないが、火器やナイフの扱いにも優れる。
終盤、潜水艦を撃沈されて計画がすべて水の泡となったことに自棄を起こし、トマホークミサイルを発射する。CICでライバックと決闘するも力及ばず片目を潰され脳天にナイフを突き刺された上に、頭からモニター画面に突っ込まれて絶命する。
ピーター・クリル中佐（Commander Peter Krill）
ミズーリの副艦長。ストラニクスと内通している。
短気で陰湿かつ粗暴な性格で部下への暴力・暴言が絶えない人物。そのため部下からの人望は無く艦内では嫌われており、当人もそのことを自覚していた。アダムスからは「精神鑑定の実施を勧告する」と勤務評価されており、近く処分される見通しが強かった。このためアダムスに恨みを持ち、ストラニクスの誘いに乗ったことが示唆されている。同僚を見捨てることにまったく躊躇がなく、ライバックを誘い出すため船倉に閉じ込めた大勢の乗組員（元部下たち）への注水を命じる（ストラニクスですら、その冷血ぶりを指摘した）。また頭はあまり良くなく、詰めの甘い面も目立つ。一方で、ライバックによって潜水艦の潜舵が作動不能の損傷を受けた際、部下がお手上げ状態だったのを自ら指揮して修復させるという、技術者として優れた一面を持つ。
性格の不一致やアダムスに気に入られているという点でもともとライバックとは反目しあっていたが、彼のことは「ただのコック」と見ており、彼の来歴はまったく知らず、アダムスの秘密キャビネットに隠されていた彼の経歴ファイルを見て愕然とする。
終盤、トマホークミサイルが移された潜水艦に乗船して一足早く脱出を図ろうとするが、ライバック達によって戦艦主砲の砲撃を受けて潜水艦ごと撃沈される。
ドーマー（Daumer）
ストラニクス直属の部下で、彼の右腕的存在。
ケータリング業者のウェイターに変装して乗艦した人物。艦内の技術面を担い、また、序盤ではクリルと共にアダムスの殺害を行う。
ライバックの素性を知ったあと、自ら抹殺に向かい、負傷した彼を追い込んで射殺しようとするが、駆け付けたテートに背後から射殺される。
シャドウ（Shadow）
ストラニクスの部下。黒人。
ケータリング業者のコックに変装して乗艦した人物で、実働部隊のリーダー的存在。ストラニクスやクリルに匹敵するほど残忍な性格の持ち主で、序盤、ミズーリの乗組員を移動させている最中に、抵抗して殴り掛かってきた海兵隊兵士を容赦なく射殺し、さらに後ろを歩いていた無関係な海軍兵士まで射殺する。終盤では自暴自棄に陥ったストラニクスに指示されて、生き残っている仲間とともに退艦を試みるが、ライバックに射殺される。
ピット（Pitt）
ストラニクスの部下。眼鏡をかけたエンジニア。
射撃管制装置などミズーリの全システムに関する制御を行う。終盤のライバックたちとの銃撃戦でラミレスに撃たれ死亡。
ウェイヴ（Wave）
ストラニクスの部下。部下達との通信の管理などを担当。終盤のライバックたちとの銃撃戦でタックマン、キャラウェイに撃たれ死亡。
アジア系のコマンド隊員（Asian Commando）
ストラニクスの部下。ピットと共にシステムの制御を行う。
ケイツ＆ジグス（Cates＆Zix）
ストラニクスの部下。ベテランで、ストラニクス曰く「20人の海兵でも軽く殺せる。コックなら100人だ」とのこと。保冷倉庫に監禁されていたライバックの始末に向かうが、反撃に遭いあえなく死亡。
ダミアーニ（Damiani）
潜水艦の副官。
ルイージ（Luigi）
潜水艦のイタリア人作業員のうちのひとり。英語を話せない。

### ミズーリの乗員

#### 主な乗員
ジョーダン・テート（Jordan Tate）
プレイメイト（1989年のミス７月）。アダムスの誕生日を祝うサプライズ・パーティーのスペシャルゲストとして招かれ、ストラニクスたちとともにミズーリに乗艦するが、唯一彼らとは無関係。
予定では大きなケーキの中に潜み、トップレス状態で中から突然登場してアダムスを驚かす手はずであった。乗り物に弱いためヘリコプターの機内ですでに気分を悪くしており、クリルからもらった酔い止め薬を飲みすぎてケーキ内で眠り、周りの騒動にも気づかなかった。テロリスト側にも忘れられており、誰もいなくなった会場でケーキから飛び出したところをライバックに発見される。
最初はわけもわからず泣いてばかりだったが、ライバックの戦闘能力の高さを間近で知り、「彼の近くが一番安全」として、協力的になる。死線を潜る中で場慣れしていき、終盤ではドーマーを射殺し、ライバックの危機を救う。
J・T・アダムス艦長（Captain J T. Adams）
ミズーリの艦長。海軍大佐。
ベテラン軍人。部下から慕われ、相手に難があれば上官だろうと直言居士なライバックからも悪く言われない好人物。ライバックを拾い上げ、自身の艦の専属コックという役職を与えた恩人でもある。ライバックの人格だけでなくコックとしての才能も評価しており、彼の料理を好んでいる。さらに、ミーズリの退役式典に来艦した大統領にライバックを紹介したいと語るほどであった。
艦長である自身の許可なくヘリを着艦させたクリルを問い詰めるが、「ベイツ提督がサプライズパーティーを思い付いた」という言葉に騙され、ストラニクスらの乗艦を許し、最後はクリルに自室で射殺される。エピローグではミズーリ艦上で彼の盛大な葬儀が行われ、ライバックを含めた多数のミズーリ乗組員たちより敬礼を受ける。
ラミレス（Ramirez）
ミズーリのコックでライバックの同僚。
陽気な性格でムードメーカー的存在。ライバックが保冷倉庫に閉じ込められたことを知らずに、パーティー会場に現れないライバックを心配する。ストラニクスらによる乗っ取りが発生するとタックマン、グレンジャー、フリッカー、ジョンソン、キャラウェイらと共に船室に閉じ込められる。のちライバックとテートに助け出され、共闘する。
タックマン（Tackman）
ミズーリの洗濯係。海軍傭人（軍属）であって非戦闘員。
ライバックに助けられるが非戦闘員であること、臆病な性格であることから、唯一共闘を断る。そしてテートと部屋に残って隠れていると申し出るが、誰にも賛同されず、仕方なく戦いに身を投じることを決める。最後には自身が怯えていたことも忘れ、逃げようとするクリル中佐の潜水艦を見て悔しがる姿を見せる。
フリッカー（Flicker）
士官。
ライバックに助けられ共闘する。ライバックが反撃を開始する際、通路の明かりを消して銃撃戦に備える。
グレンジャー（Granger）
士官。
ライバックに助けられ共闘する。ライバックがクリル中佐による脅しの声明にも屈さず、反撃に出る姿勢を見せたとき、いち早く賛同し銃を取る。
ジョンソン（Johnson）
士官。
ライバックに助けられ共闘する。しかし、敵との銃撃戦において被弾し亡くなる。
物語冒頭においても登場し、テートのことを前もって知らされていた。
キャラウェイ（Calaway）
退役軍人。
ミズーリの退役に際して招かれた老兵のひとり。かつては同艦の砲手を務めていた。事件に巻き込まれるが、ライバックに助けられ共闘する（救出者の中では唯一ライバックと初対面）。その来歴から主砲の操作法を知っており、クリル中佐の乗る潜水艦を撃沈するため、ライバックに頼まれて仲間たちに操作方法を教える。

#### その他の乗員
ナッシュ二等兵（Private Nash）
新米海兵隊員。
物語冒頭において、クリル中佐より、保冷倉庫に閉じ込めたライバックの見張りを命じられた兵士。再三にわたるライバックの説得を無視するが銃声に違和感を覚え、艦内電話でクリルに状況確認を行う。結局、彼に言いくるめられて素直に交代要員を待っていたところを、ライバック殺害にやってきたケイツ＆ジグスに射殺される。
テイラー少尉（Ensign Taylor）
クリル中佐の命令に忠実に従う士官。
素直に命令に従わないライバックやラミレスたちを快く思っていない。なお、彼はクリル中佐に従っているだけであり、今回の「ミズーリ」乗っ取りには関与していない模様である。
グリーン中佐（Commander Green）
作戦担当の海軍中佐。艦内ではアダムス艦長、クリル中佐に次ぐ地位にある。
「ミズーリ」の偽装パーティーでストラニクスの「ここで一番位の高い者は誰だ」という問いに名乗り出たため、頭を撃ち抜かれる。これが「ミズーリ」乗っ取り開始の合図となった。
ハリス中佐（Commander Harris）
海軍中佐。黒人。「ミズーリ」の航海中、アダムス艦長に状況報告を直に行っていた。
エンジンルーム当直士官（Engine Room Watch Officer）
非番ではないためパーティー中も機関室にいた。ウェイターに変装したテロリストに脚を撃たれる。
スマート大尉（Lt. Smart）
アダムス艦長に出航準備完了を伝えた。
バラード大尉（Lt. Ballard）
クリル中佐が艦長に無断でヘリを着艦させ、警備体制を緩めようとする事に難色を示していたが、逆らえずやむなく同意する。せめてもの抵抗として「日誌には『自身は頑なに反対した』と明記する」と宣言。
キュー・ボール（Cue Ball）
ライバックの顔馴染みの乗組員。ダンスが得意。

### 国防総省
ベイツ提督（Admiral Bates）
アメリカ海軍大将。
本作における戦艦「ミズーリ」シージャック対応の最高指揮官。CIAのトム・ブレーカーを呼び出して犯人であるストラニクスについて事情聴取を行い、CIAの人物管理の杜撰さを厳しく非難する。また、ガーザ大佐よりライバックの評価について聞くも、万が一の場合に備えて空母艦載機で攻撃し、乗員ごとミズーリを沈没させることを宣言する。
トム・ブレーカー（Tom Breaker）
CIA高官。
ストラニクスがCIAに在籍していた時の上司。狂気的な性格の彼を重用していたが、のちに手が負えないと気付き、アメリカの脅威になると考えて密かに始末しようとしたが失敗し、今回の事態の遠因を作り出す。無責任かつまったく悪びれずストラニクスのことを説明し、ベイツに叱責される。
ニック・ガーザ大佐（Captain Nick Garza）
アメリカ海軍大佐。
国防総省に集まった高官の中では唯一ライバックの前歴を知る人物で、彼とは互いに見知った間柄。ライバックが乗艦していることを知って、他のメンバーに彼の来歴や降格した理由などを説明する。「彼はSEALsの中でも最優秀であった」と太鼓判を押し、ストラニクスの仲間だった場合の懸念についての意見が出ても、これを否定し、「人物は私が保証する」と断言する。
デヴィッド・トレントン（David Trenton）
国家安全保障問題担当補佐官。
用心深く疑り深い性格で、さまざまな可能性を想定して発言する。万が一ライバックがストラニクスの仲間だった場合を考慮して、SEALsによる襲撃作戦については伝えないでおくよう提案する。
スペルマン大佐（Captain Spellman）
国防総省に集まった女性高官。

## キャスト
| 役名                                              | 俳優                       | 日本語吹替                                | 日本語吹替                                |
| 役名                                              | 俳優                       | ソフト版                                  | テレビ朝日版                              |
| ------------------------------------------------- | -------------------------- | ----------------------------------------- | ----------------------------------------- |
| ケイシー・ライバック兵曹                          | スティーヴン・セガール     | 玄田哲章                                  | 大塚明夫                                  |
| ウィリアム・ストラニクス                          | トミー・リー・ジョーンズ   | 菅生隆之                                  | 池田勝                                    |
| ピーター・クリル中佐                              | ゲイリー・ビジー           | 樋浦勉                                    | 金尾哲夫                                  |
| ジョーダン・テート                                | エリカ・エレニアック       | 伊藤美紀                                  | 松本梨香                                  |
| ドーマー                                          | コルム・ミーニイ           | 秋元羊介                                  | 納谷六朗                                  |
| J・T・アダムス艦長                                | パトリック・オニール       | 丸山詠二                                  | 大木民夫                                  |
| ベイツ提督                                        | アンディ・ロマーノ         | 田中信夫                                  | 阪脩                                      |
| トム・ブレーカー                                  | ニック・マンキューソ       | 神谷和夫                                  | 若本規夫                                  |
| ニック・ガーザ大佐                                | デイル・ダイ               | 丸山詠二                                  | 仁内建之                                  |
| タックマン                                        | ダミアン・チャパ           | 中多和宏                                  | 平田広明                                  |
| シャドウ                                          | エディー・ボー・スミスJr.  | 小関一                                    | 宝亀克寿                                  |
| テイラー少尉                                      | グレン・モーシャワー       | 高宮俊介                                  | 神谷和夫                                  |
| ピット                                            | リチャード・ジョーンズ     | 伊藤和晃                                  | 小島敏彦                                  |
| アジア系のコマンド隊員                            | ジョージ・チェン           | 仲野裕                                    | 田原アルノ                                |
| ラミレス                                          | レイモンド・クルス         | 桜井敏治                                  | 鳥畑洋人                                  |
| グレンジャー                                      | トロイ・エヴァンス         | 星野充昭                                  | 石波義人                                  |
| フリッカー                                        | デヴィッド・マクナイト     | 中博史                                    | 小山武宏                                  |
| ジョンソン                                        | デュアン・デイヴィス       | 小山武宏                                  | 田中正彦                                  |
| キャラウェイ                                      | サンディ・ウォード         | 幹本雄之                                  | 藤本譲                                    |
| ハリス中佐                                        | バーニー・ケイシー         | 星野充昭                                  | 沢木郁也                                  |
| グリーン少佐                                      | ジョン・レトガー           | 星野充昭                                  | 安井邦彦                                  |
| エンジン・ルーム当直士官                          | ジョセフ・F・コサラ        | 幹本雄之                                  | 峰恵研                                    |
| ナッシュ二等兵                                    | トム・ウッド               | 成田剣                                    | 真殿光昭                                  |
| キュー・ボール                                    | リー・ヒントン             | 成田剣                                    | 真殿光昭                                  |
| バラード大尉                                      | マイケル・ウェルデン       | 仲野裕                                    | 松本大                                    |
| スマート大尉                                      | レオ・アレキサンダー       | 小関一                                    | 若本規夫                                  |
| デヴィッド・トレントン 国家安全保障問題担当補佐官 | デニス・リプスコム         | 宝亀克寿                                  | 岩田安生                                  |
| スペルマン大佐                                    | ドルー・アン・カールソン   | 野沢由香里                                | 野沢由香里                                |
| ケイツ                                            | トム・ミュジラ             | 桜井敏治                                  | 沢木郁也                                  |
| ジグス                                            | ジョン・ラフリン           | 星野充昭                                  | 田中正彦                                  |
| ウェイヴ                                          | トム・レイノルズ           |                                           | 津田英三                                  |
| ダミアーニ                                        | マイケル・デス・バレス     |                                           | 大川透                                    |
| 提督の補佐官                                      | ラルフ・ウェズリー・ケリー |                                           | 篠原大作                                  |
| 本人（アーカイブ出演）                            | ジョージ・H・W・ブッシュ   |                                           | 宮田光                                    |
| 役不明またはその他                                |                            | 林一夫 中村雄一 鈴木勝美                  | 坪井智浩 荒川太朗 島香裕                  |
|                                                   |                            |                                           |                                           |
| 演出                                              |                            | 蕨南勝之                                  | 佐藤敏夫                                  |
| 翻訳                                              |                            | 中島多恵子                                | 平田勝茂                                  |
| 調整                                              |                            | 山下裕康                                  | 兼子芳博                                  |
| 効果                                              |                            |                                           | リレーション                              |
| 音響制作                                          |                            | 相原正之 中西真澄                         |                                           |
| プロデューサー                                    |                            | 小川政弘 貴島久祐子                       |                                           |
| 制作                                              |                            | ワーナー・ホーム・ビデオ プロセンスタジオ | 東北新社                                  |
| 解説                                              |                            |                                           | 淀川長治                                  |
| 初回放送                                          |                            |                                           | 1995年10月1日 『日曜洋画劇場』 （約92分） |

※ワーナー・ブラザース ホームエンターテイメント発売の「吹替の力」シリーズ『沈黙の戦艦 日本語吹替音声追加収録版 ブルーレイ』にはVHS・DVD・BD版に加え、初回放送時にカットされたシーンを追加録音したテレビ朝日版の吹き替え版が収録。また、初回放送当時の淀川長治による解説を収録した特典映像DVDが付属している。

## 製作
本作はJ・F・ロートンのオリジナル脚本『Dreadnought（ドレッドノート）』に基づいており、100万ドルで落札された。
ワーナーは最初から主役にスティーブン・セガールを希望していたが、当初、彼は断っていた。この理由としてセガールはのちに「自分とペアを組むことになるのが、ケーキから出てくる馬鹿な女（bimbo）」であることに難色を示したと語っている。しかし、脚本の修正によって「徐々に知性を発揮する」キャラクターになったという。
ロートンは「私たちは、彼（セガール）をもっとメインストリームにしようとしていた（中略）純粋なアクションジャンルから脱却して、俳優としての役割を与えようとした」と述べている。また脚本家は「予算を妥当な範囲に収めようとした。オリジナルの脚本では戦艦が吹き飛ばされるなど、（予算制約に対して）ほとんど無責任だった。あのままでは『Dreadnought（ドレッドノート）』の製作費は1億ドル以上になっていただろう。それが今や3,000万ドル台だ。スティーブンのアイデアで、映画の中にアリゾナ記念館を登場させたんだ」。
監督のアンドリュー・デイヴィスは、過去に『刑事ニコ/法の死角』でスティーブン・セガールとコンビを組んだことがあった。のちにデイヴィスは「（ワーナー会長の）テリー・セメルが、セガールは映画に41分しか出てなかったからもう一度一緒にやりたいと言ってきたんだ。トミー・リーはスティーブンより長く映画に出ている。それはそれでよかった。うまくいったよ。私たちは動きやすく楽しい時間をすごして、製作をとても楽しんだし、何よりこの映画のおかげで『逃亡者』に繋がったんだから、価値のあるものだったよ」と語っている。
ミズーリ艦内の多くの場面は戦艦アラバマ（博物館）、北朝鮮の潜水艦内は潜水艦ドラム（博物館）で撮影された。
本作ではイントロビジョン・プロセスが多用されている。イントロビジョン・プロセスとは、従来のブルースクリーンを用いた技術ほど重いコストをかけず、前景のキャラクターに投影された背景とのリアルなな3次元的相互作用を可能にするフロント・プロジェクションの一種である。
この技術は、映画『アウトランド』、『メガフォース』、『キャプテン・スーパーマーケット』などで用いられ、デイビス監督によるのちの作品『逃亡者』でも使用されている。
デイビス監督は「ほとんどの人が、この映画がかなり洗練されていることに驚いている」と言い、「本作は核兵器についての見解を持っている人たちにアピールするためのものであり、ストーリーは決して突飛ではなく、あなたに信憑性をもたらすのです」。
マーケティング部門は、初期脚本のタイトル『Dreadnought（ドレッドノート）』では観客受けが悪いと考え、他のセガール映画のように3語のタイトルを考えていた。初期案は『Last to Surrender』（直訳で最終降伏）であったが、ロートンとセガールはこのタイトルを嫌って、特にセガールは変更を求めて戦い、最終的に『Under Siege』（「包囲網下」や「四面楚歌」の意）というタイトルになった。
日本語版タイトルの『沈黙の戦艦』は、当時ヒットしていた日本の漫画『沈黙の艦隊』にならったものである。本作以降、セガール主演作のほとんどに「沈黙の」という邦題が付くこととなり、各映画の公開時や映像ソフト発売時に「沈黙シリーズ最新作」とうたわれるまでになっていった。例えば『沈黙の要塞』（1994年、原題は On Deadly Ground）は本作とまったく関係がなかったが、日本では本作の続編と紹介された。実際には本作の正式な続編は『暴走特急』（原題： Under Siege 2: Dark Territory ）である。
洋上の戦艦を舞台とするアクションを描いた本作は劇場公開当時、海の『ダイ・ハード』と称され、もともとは海が舞台の予定だった『ダイ・ハード3』（1995年）の内容が変更されたといわれる。

## 評価

### 興行成績
本作は2,042の劇場で公開され、初週週末興行収入は15,760,003ドルを稼ぎ、1館あたり平均7,717ドルを記録した。その後、83,563,139ドルを達成し、全世界では1億565万3,139ドルの収益を上げた。当時、批評家向けの試写会が行われなかった映画の中で、最も成功した作品となった。

### 批評家
レビュー集計サイト「Rotten Tomatoes」では28件のレビューを基に79%の支持を獲得している。同サイトの批評コンセンサスでは「限定的な舞台を最大限活用した優れた演出のアクション・スリラーである『沈黙の戦艦』は90年代初期のアクションと、そのスターの散漫なフィルモグラフィーの頂点を示している」としている。CinemaScoreによる観客投票では本作はA+からFの評価で平均「A-」とされている。
本作は、『エグゼクティブ・デシジョン』や『マチェーテ』と並んで、Rotten Tomatoesで「フレッシュ」と認定された数少ないスティーブン・セガール作品の1作であり、映画評論家からは「戦艦のダイ・ハード」と評されている。また、トミー・リー・ジョーンズとゲイリー・ビジーの悪役演技も評価された。
アカデミー賞にノミネートされた唯一のセガール映画でもあり、音響効果編集賞（ジョン・レベック、ブルース・スタンブラー）と録音賞（ドナルド・O・ミッチェル、フランク・A・モンターニョ、リック・ハート、スコット・D・スミス）の2部門にノミネートされた（いずれも受賞は無し）。
のちの『逃亡者』（1993年）の製作にあたっては、ハリソン・フォードが本作のラフカットを見て、アンドリュー・デイヴィスが監督を務めることを認めた。